# UD Mérida
Unión Deportiva Mérida is een voormalige Spaanse voetbalclub uit Mérida. De club werd opgericht in 1912 en ontbonden in 2013. De  ploeg zou overgenomen worden door Mérida AD.

## Geschiedenis
In 1995 en 1997 promoveerde UD Mérida als kampioen van de Segunda División A naar de Primera División. Beide keren volgde na één seizoen alweer degradatie. In 2000 kampte UD Mérida met grote schulden en uiteindelijk werd de club failliet verklaard. Er werd een doorstart gemaakt onder de naam Club Polideportivo Mérida. De club werd teruggezet naar de Tercera División. Vanaf 2001 speelde UD Mérida voor drie seizoenen in de Segunda División B en na één seizoen afwezigheid zou de ploeg nogmaals voor vier seizoenen terugkeren.  De laatste drie seizoenen zou de ploeg in de Tercera División vertoeven.

## Bekende (oud-)spelers
- Santiago Cañizares
- Leo Franco
- Iván Gabrich
- Gonzalo García
- Jerzy Podbrożny